# ژرار کراوسیک
ژرار کراوْسیک (فرانسوی: Gérard Krawczyk‎؛ زادهٔ ۱۷ مهٔ ۱۹۵۳) یک هنرپیشه، کارگردان فیلم و فیلم‌نامه‌نویس اهل فرانسه است.
از فیلم‌ها یا برنامه‌های تلویزیونی که وی در آن نقش داشته‌است می‌توان به تاکسی ۲، تاکسی ۳، تاکسی ۴ و پیام‌آور: داستان ژاندارک اشاره کرد.